# Kim Ji-Hwan
Kim Ji-Hwan (1990) es un deportista surcoreano que compite en triatlón. Ganó dos medallas de plata en los Juegos Asiáticos en los años 2014 y 2018, y cinco medallas en el Campeonato Asiático de Triatlón entre los años 2015 y 2019.

## Palmarés internacional
| Juegos Asiáticos    | Juegos Asiáticos         | Juegos Asiáticos  | Juegos Asiáticos |
| Año                 | Lugar                    | Medalla           | Prueba           |
| ------------------- | ------------------------ | ----------------- | ---------------- |
| 2014                | Incheon (Corea del Sur)  | Medalla de plata  | Relevo mixto     |
| 2018                | Palembang (Indonesia)    | Medalla de plata  | Relevo mixto     |
| Campeonato Asiático |                          |                   |                  |
| Año                 | Lugar                    | Medalla           | Prueba           |
| 2015                | Nueva Taipéi (Taiwán)    | Medalla de plata  | Relevo mixto     |
| 2016                | Hatsukaichi (Japón)      | Medalla de oro    | Relevo mixto     |
| 2016                | Hatsukaichi (Japón)      | Medalla de bronce | Individual       |
| 2017                | Palembang (Indonesia)    | Medalla de plata  | Relevo mixto     |
| 2019                | Gyeongju (Corea del Sur) | Medalla de bronce | Relevo mixto     |